# Grondmassa
De grondmassa in stollings- en metamorfe gesteenten is vergelijkbaar met de matrix in sedimentaire gesteenten. Het is de fijnkristallijne massa, waarin de grovere kristallen "drijven". Deze textuur wordt porfirisch genoemd. De grondmassa van stollingsgesteenten bestaat doorgaans uit kleinere kristallen dan de fenocrysten, maar van hetzelfde mineraal. Dit is vaak kwarts of veldspaat (meestal plagioklaas). De grondmassa kan in ignimbrieten en tuffieten echter ook uit vulkanisch glas bestaan.